# América (telenovelă)
América este o telenovelă braziliană din 2005.

## Distribuție
| Deborah Secco        | Marisol de Oliveira (Sol)        |
| Murilo Benício       | Sebastião da Silva Higino (Tião) |
| Caco Ciocler         | Edward Talbot (Ed)               |
| Camila Morgado       | Miss May                         |
| Gabriela Duarte      | Simone Garcia Menezes Higino     |
| Eliane Giardini      | Viúva Neuta                      |
| Murilo Rosa          | Dinho                            |
| Edson Celulari       | Glauco Simões Lopes Prado        |
| Christiane Torloni   | Haydée Pamplona Lopes Prado      |
| Cissa Guimarães      | Nina                             |
| Mariana Ximenes      | Raíssa                           |
| Thiago Lacerda       | Alexander Camargo (Alex)         |
| Floriano Peixoto     | Tony Marinari                    |
| Cláudia Jimenez      | Consuelo Gimenez                 |
| Marcos Frota         | Pedro Jatobá                     |
| Bruna Marquezine     | Maria Flor                       |
| Ailton Graça         | José Feitosa (Feitosa)           |
| Paula Burlamaqui     | Islene                           |
| Fernanda Paes Leme   | Rosário Gimenez                  |
| Juliana Knust        | Inesita Gimenez                  |
| Marcello Novaes      | Genivaldo da Silva Higino        |
| Humberto Martins     | Laerte Villa Nova                |
| Cléo Pires           | Lurdinha                         |
| Daniela Escobar      | Irene Villa Nova                 |
| Marisol Ribeiro      | Kerry Villa Nova                 |
| Bruno Gagliasso      | Roberto Sinval Fontes Júnior     |
| Erom Cordeiro        | Zeca                             |
| Neuza Borges         | Diva                             |
| Juliana Paes         | Creusa                           |
| Samara Felippo       | Maria Odete (Detinha)            |
| Christiana Kalache   | Maria Isabel (Bebela)            |
| Carolina Macieira    | Penha                            |
| Paulo Goulart        | Mariano de Oliveira              |
| Jandira Martini      | Odaleia de Oliveira              |
| Nívea Maria          | Maria José Higino                |
| Francisco Cuoco      | José da Silva Higino             |
| Totia Meireles       | Vera Tupã do Nascimento          |
| Simone Spoladore     | Heloísa                          |
| Rodrigo Faro         | Neto                             |
| Eva Todor            | Miss Jane                        |
| Betty Faria          | Djanira Pimenta                  |
| Lúcia Veríssimo      | Gil Madureira                    |
| Matheus Nachtergaele | Carreirinha                      |